# Старг
Старг (тадж. Старғ) — сельский населённый пункт (тадж. деҳа) в Ванджском районе Горно-Бадахшанской автономной области Республики Таджикистан. 
Административно относится к сельской общине (джамоату) Рованд.
Расстояние от села до районного центра (село Ванч) — 40 км, до общинного центра (село Рованд) — 10 км.  
Население — 316 человек (2017 г.), таджики. 